# Scanner (Band)
Scanner ist eine deutsche Power-Metal-Band aus Nordrhein-Westfalen, die 1986 gegründet wurde.

## Bandgeschichte
Aus der Band Lions Breed (Album: Damn the Night, Earthshaker Label/Mausoleum Records) entstand 1986 durch Umbenennung die Band Scanner. Scanner bekam 1988 einen neuen Plattenvertrag bei Noise Records und veröffentlichte im selben Jahr ihr Debütalbum Hypertrace. 1989 folgte das zweite Album Terminal Earth, diesmal mit dem früheren Angel Dust-Sänger S.L. Coe. Nach der Trennung von der alten Plattenfirma erschien 1995 das dritte Album, Mental Reservation, bei der Plattenfirma Massacre Records, diesmal mit einer, abgesehen von Gitarrist Axel Julius, komplett neuen Besetzung. 1997 erschien das vierte Album Ball of the Damned, unter anderem mit Ex-Gamma Ray/Primal-Fear-Sänger Ralf Scheepers als Gastsänger. Es folgte eine Europatour, bei der Scanner mit der Vorband Unrest unterwegs waren. 2002 erschien das fünfte Studioalbum Scantropolis. 2015 veröffentlichte die Band ihr sechstes Studioalbum namens The Judgement. Im März 2019 ersetzte der Bottroper Ted Hetfield aka Patrick Donath (Wicked Disciple) den ausgeschiedenen Andreas Zeidler. Im November 2023 bestätigte die Band Dominik Rothe als neuen Gitarristen. Einen Monat später wurde Sascha Kurpanek als neuer Schlagzeuger bekanntgegeben. Das siebte Album, The Cosmic Race, erschien im Januar 2024.

## Diskografie
als Lions Breed
- Demo 83 (Demo, 1983)
- Damn the Night (Album, 1985)

als Scanner
- Hypertrace (Album, 1988)
- Terminal Earth (Album, 1989)
- Conception of a Cure (Demo, 1994)
- Mental Reservation (Album, 1995)
- Ball of the Damned (Album, 1997)
- Scantropolis (Album, 2002)
- The Judgement (Album, 2015)
- The Galactos Tapes (Best-Of-Album, 2017)
- The Cosmic Race (Album, 2024)

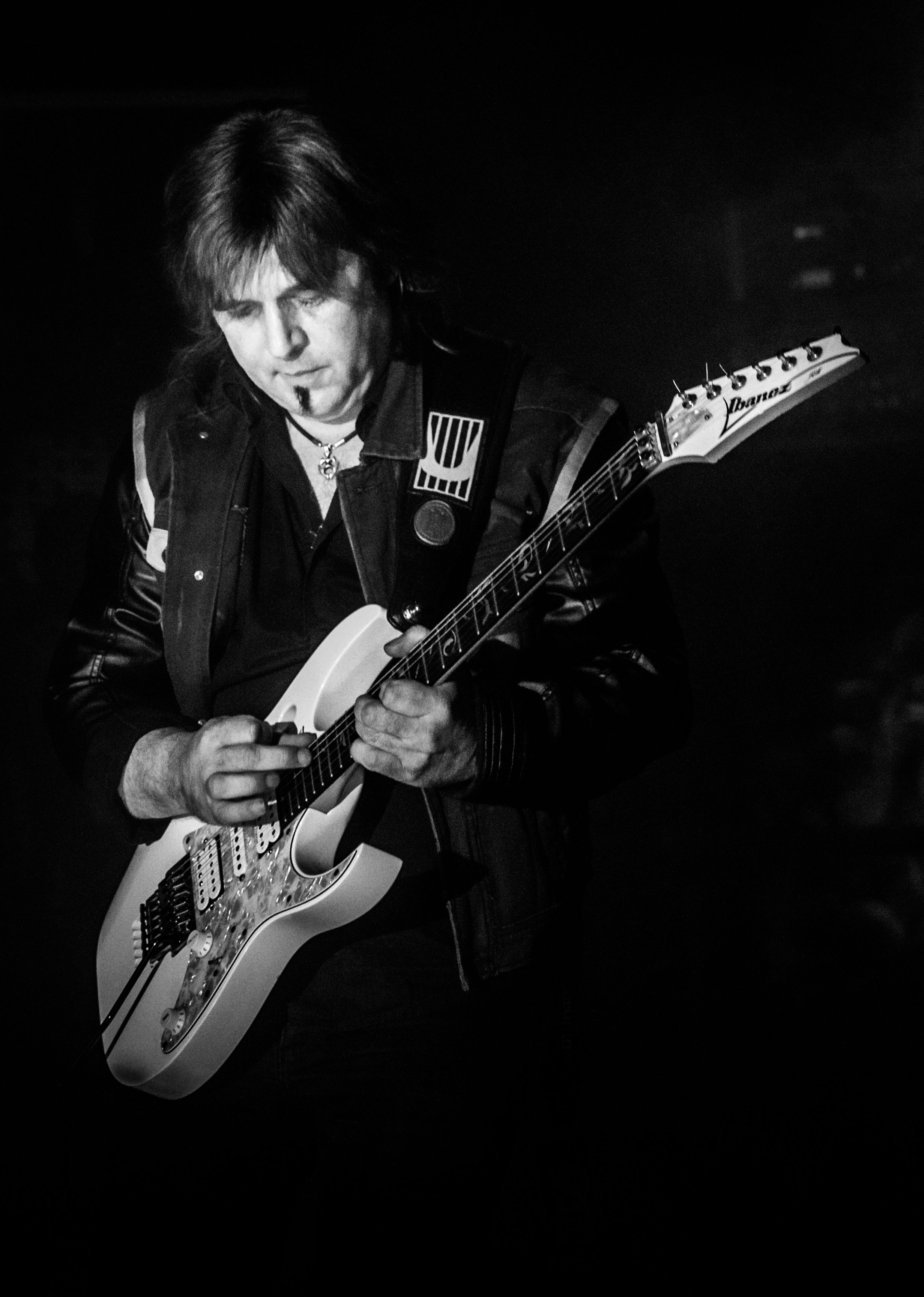
Axel Julias (Gitarre)
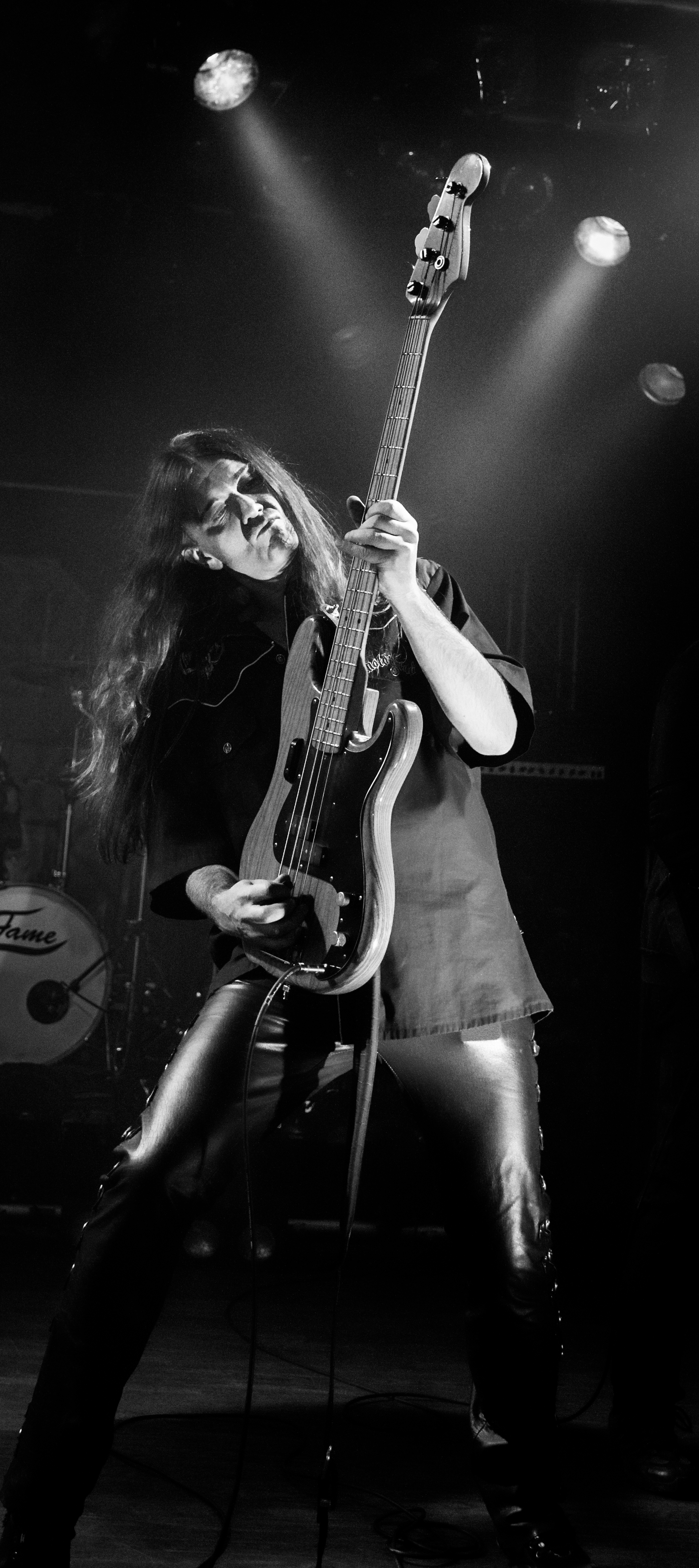
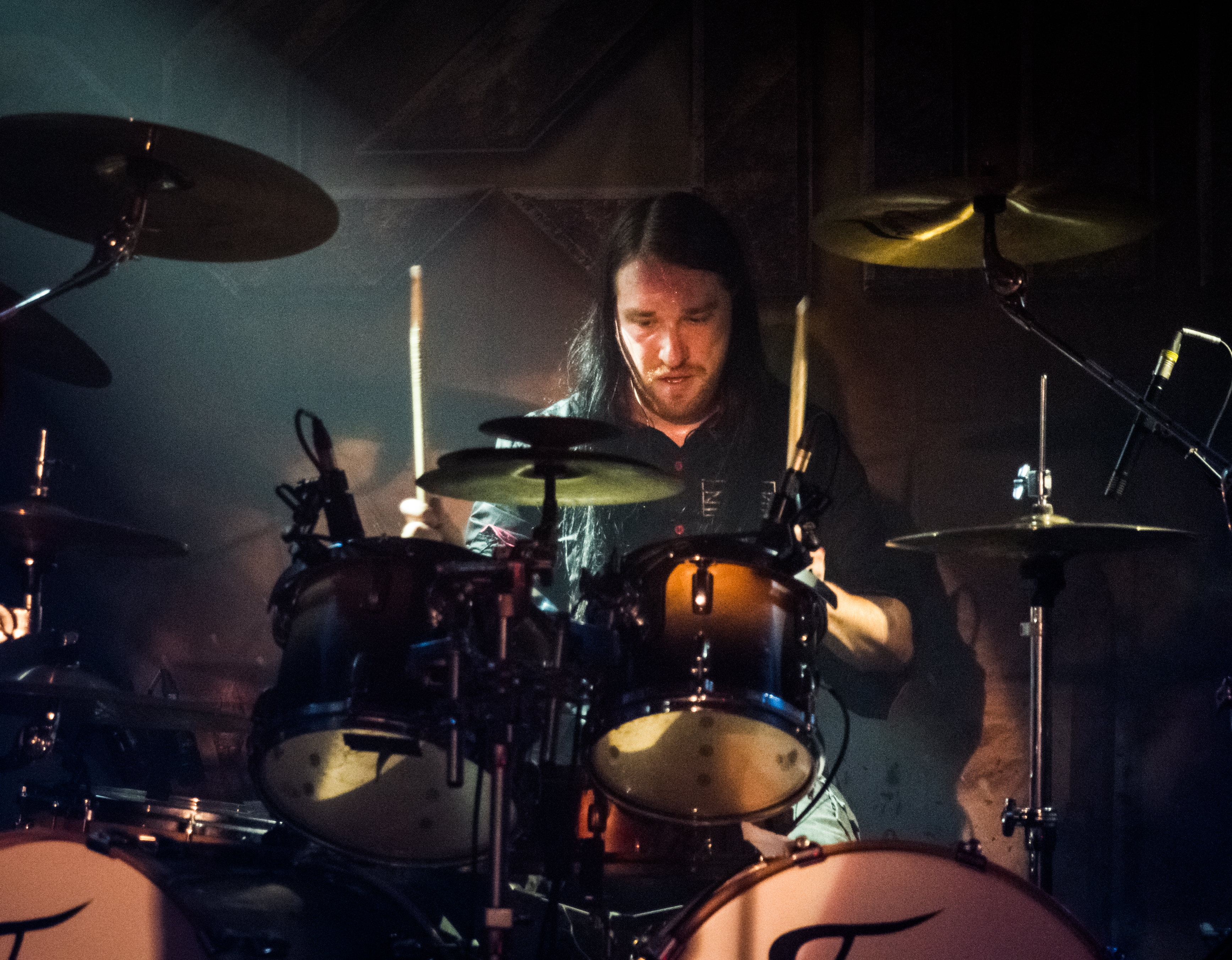
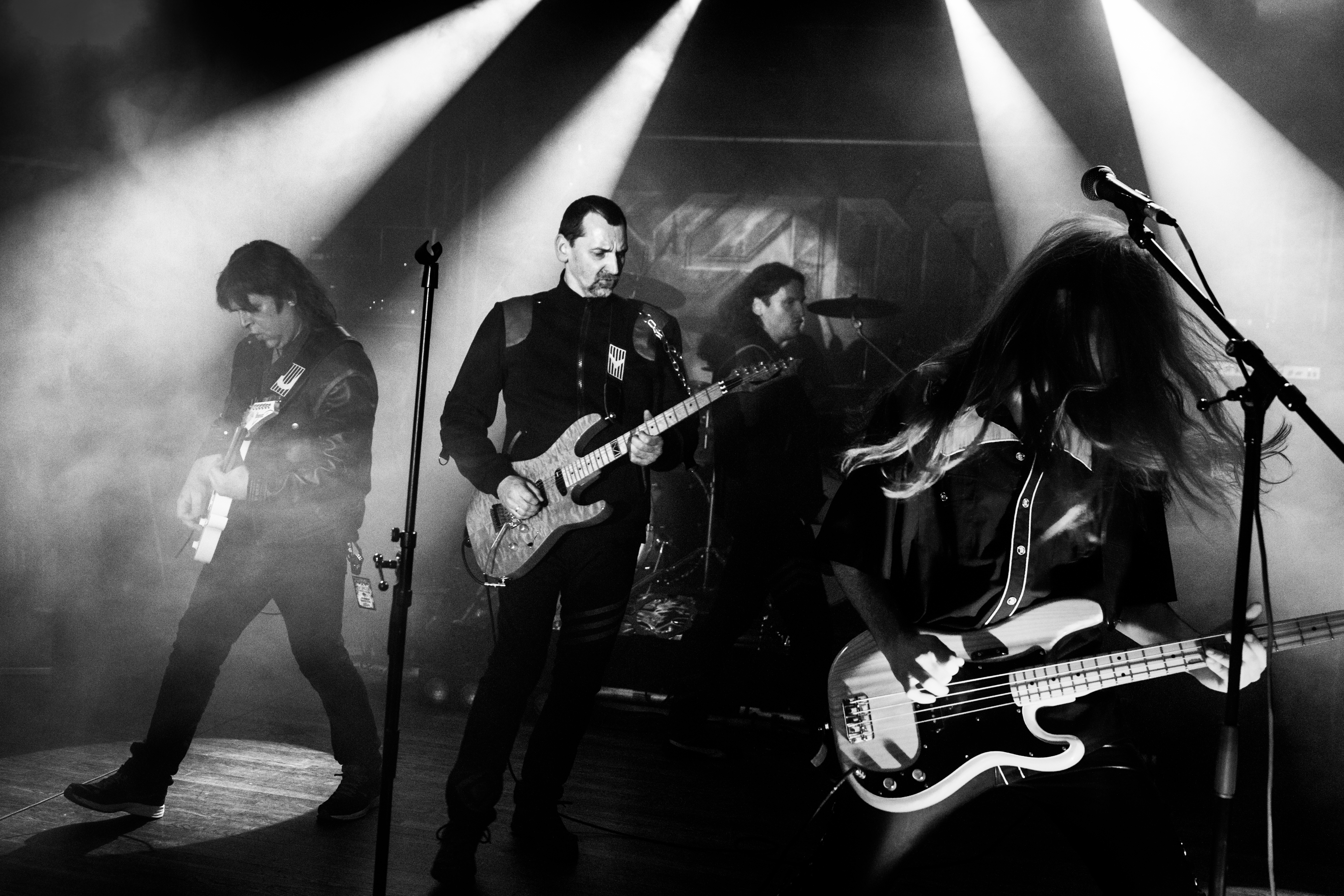
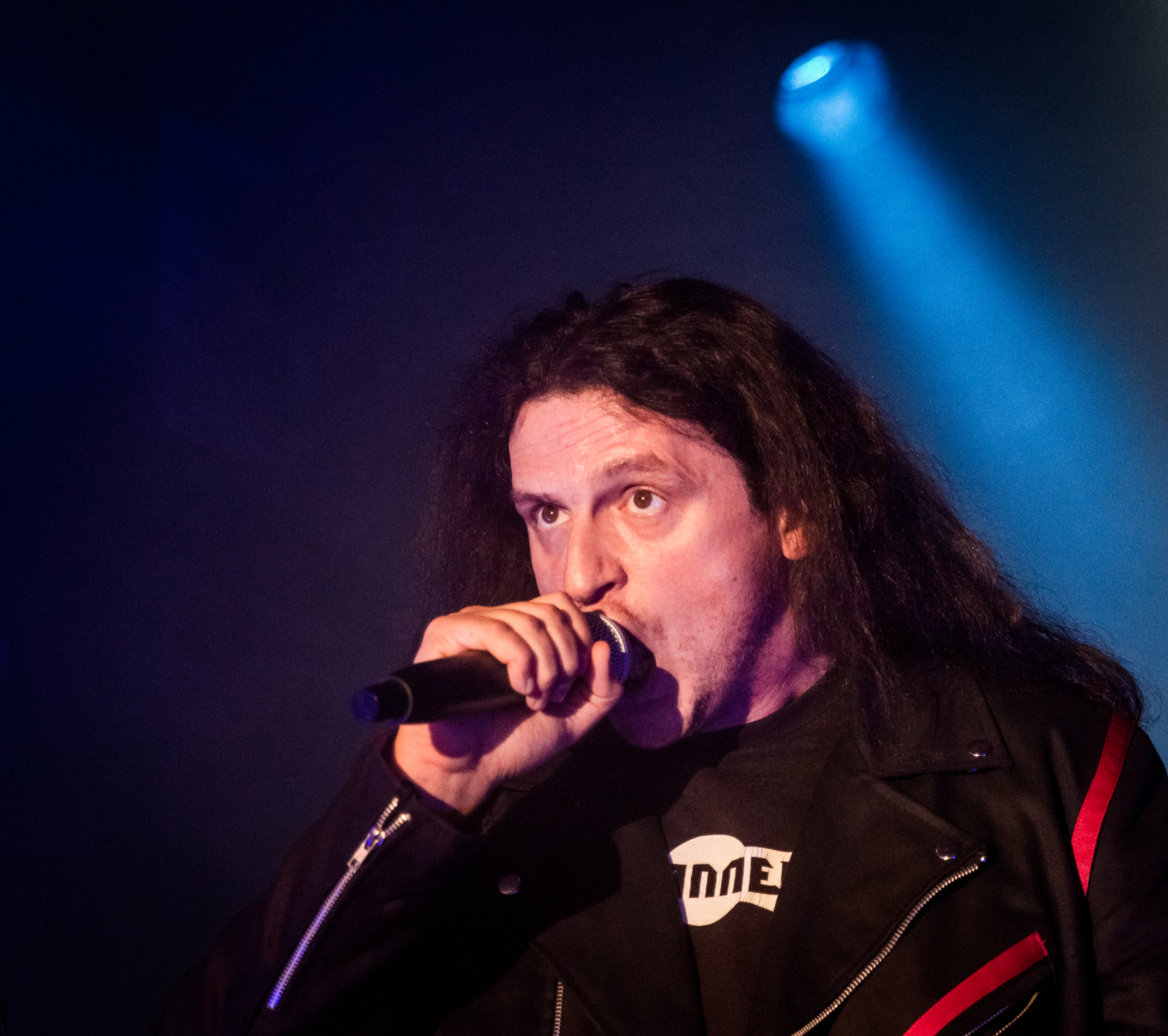
Efthimios Ioannidis (Gesang)
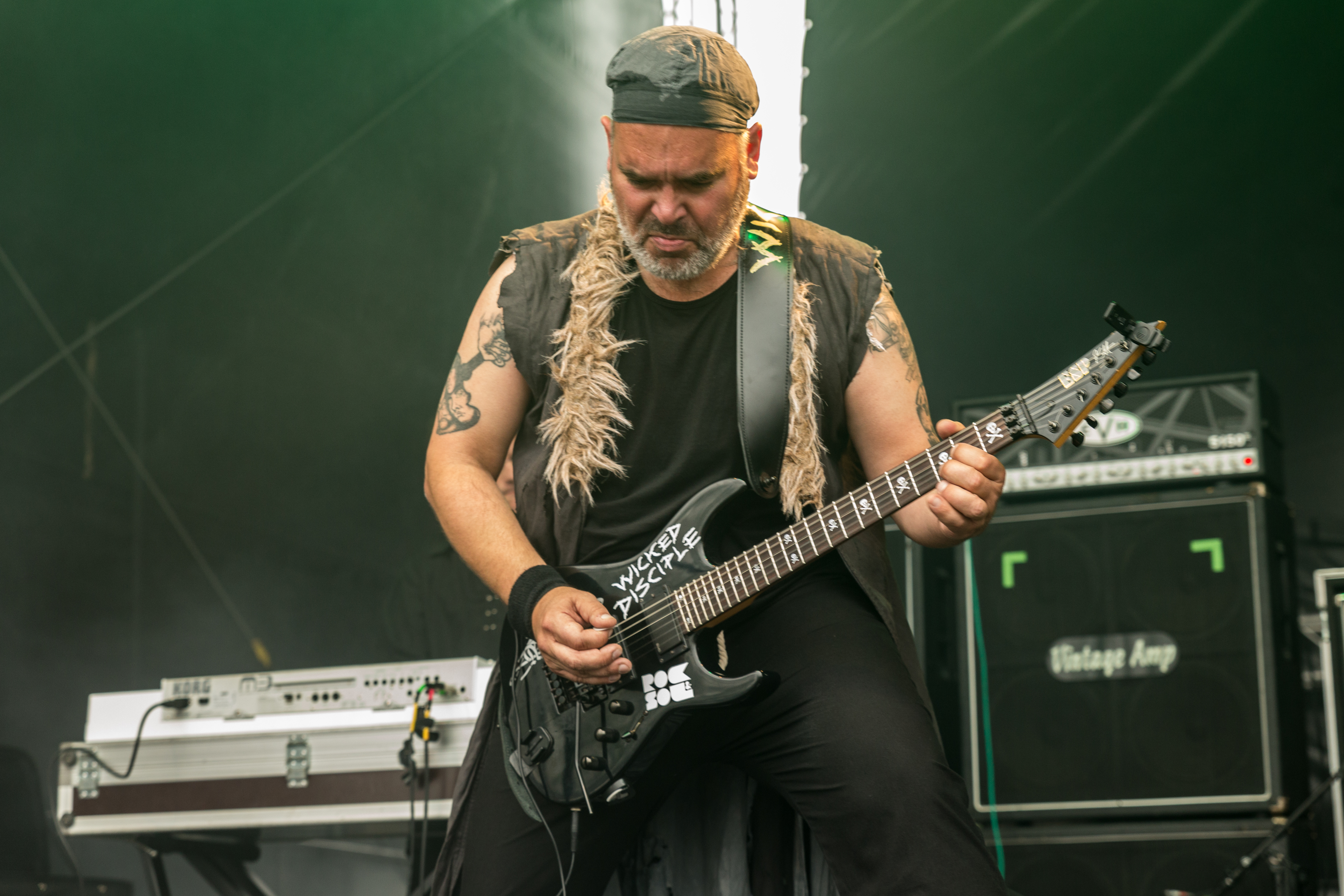
Patrick Donath (aka Ted Hetfield) aka Donar (Black Messiah)
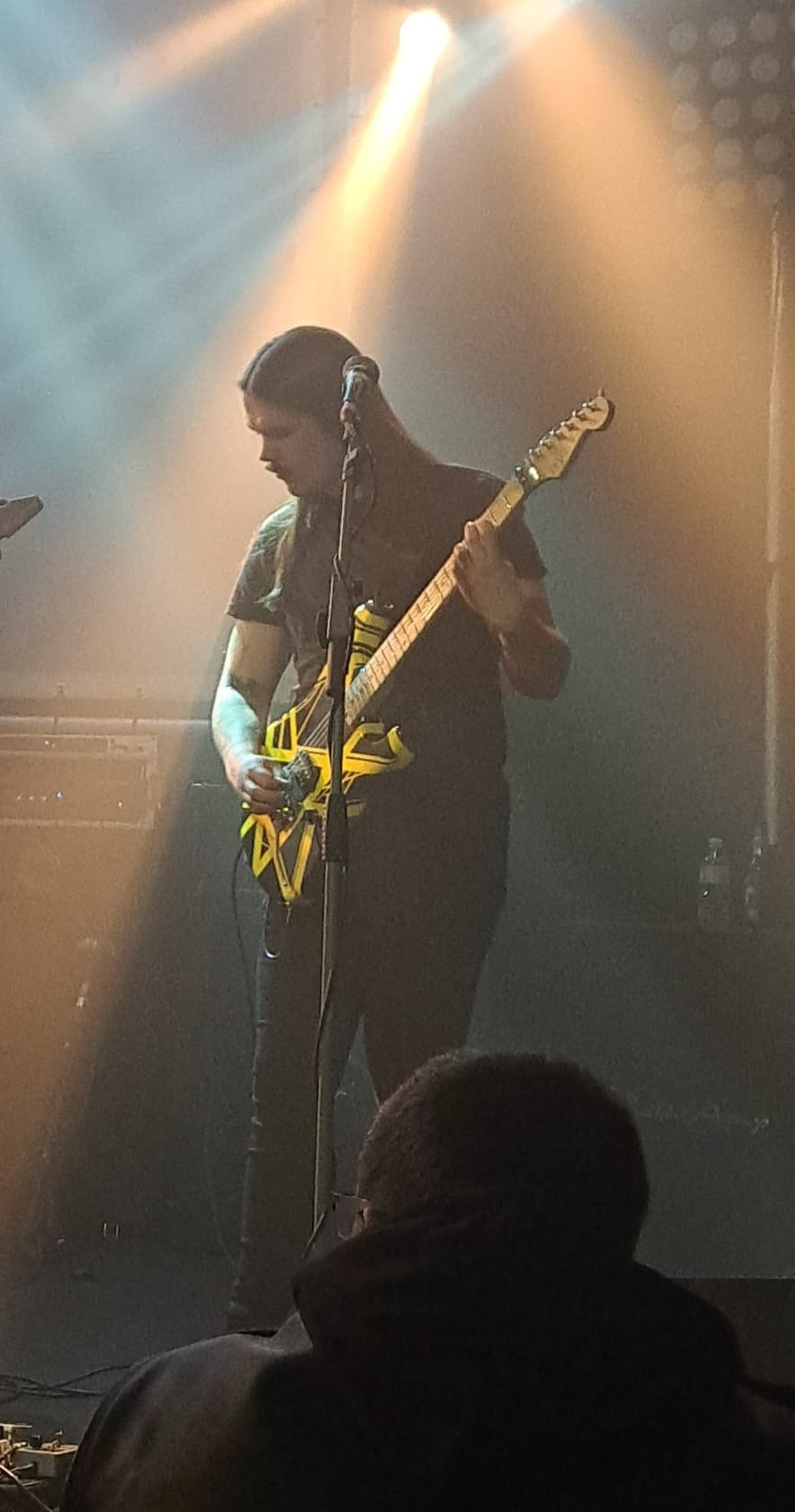
Dominik Rothe (Gitarre)